# Neohydatothrips ephedrae
Neohydatothrips ephedrae är en insektsart som först beskrevs av Ian A. Hood 1957.  Neohydatothrips ephedrae ingår i släktet Neohydatothrips och familjen smaltripsar. Inga underarter finns listade i Catalogue of Life.